# Cmentarz Kule w Częstochowie
Cmentarz Kule w Częstochowie – nekropolia położona na niewielkim wzgórzu, na północ od centrum Częstochowy. Ulokowana w pobliżu stanowiącej przedmieście osady Kule w 1882, po przeniesieniu cmentarza z rejonu ulic Fabrycznej (obecnie Mielczarskiego) i Ogrodowej. Pierwszych pochówków dokonano dwa lata później.
Do dziś zachowało się ok. tysiąc nagrobków sprzed 1939, w tym sto z końca XIX w. Wśród nich znajdują się dwie rodzinne kaplice grobowe: Kuczyńskich, Szaniawskich i Nowińskich, a także kilkadziesiąt zabytkowych grobów, m.in. Władysława Biegańskiego.
W centralnej części cmentarza położony jest neogotycki kościół pw. Zmartwychwstania Pańskiego w Tajemnicy Emaus, wzniesiony jako kaplica przycmentarna w 1898. W latach 60. XX w. dokonano jego przebudowy.
W wydzielonej południowo-wschodniej części znajduje się kwatera prawosławna, gdzie pochowani są m.in. carscy urzędnicy i wojskowi. W okresie międzywojennym przeniesiono tu groby ze zlikwidowanych cmentarzy prawosławnych, przy ul. św. Rocha i cmentarza przy cerkwi Świętych Cyryla i Metodego. Znajduje się tu też kwatera wojenna żołnierzy Armii Czerwonej i ich pomnik.
Od 1 lipca 2019 roku zarząd nad cmentarzem Kule, po latach sprawowania opieki przez parafię św. Zygmunta w Częstochowie, objęła bezpośrednio Kuria Archidiecezji Częstochowskiej.

## Pochowani
- mogiła zbiorowa wojenna 91 osób, członków organizacji konspiracyjnej i osób cywilnych rozstrzelanych przez hitlerowców w Apolonce koło Janowa 13 sierpnia 1940
- mogiła zbiorowa wojenna żołnierzy września 1939
- kwatera wojenna żołnierzy poległych w czasie I wojny światowej i dwie mogiły żołnierzy Wojska Polskiego z 1920
- pomnik katyński
- mogiła zbiorowa wojenna nieznanych żołnierzy niemieckich, poległych w czasie II wojny światowej
- sześć mogił zbiorowych wojennych ofiar terroru hitlerowskiego poległych w latach 1939–1944
- mogiła zbiorowa wojenna 10 więźniów z Zawodzia rozstrzelanych przez hitlerowców 25 marca 1944 w Częstochowie przy ul. Paulińskiej (obecnie Kubiny)
- cztery mogiły zbiorowe wojenne ofiar terroru hitlerowskiego poległych w pierwszych dniach września 1939 (w tym ofiar „krwawego poniedziałku”)
- mogiły zbiorowe i indywidualne żołnierzy poległych w I wojnie światowej i wojnie obronnej 1920
- groby weteranów powstania z 1863
- głaz kamienny ku czci poległych wychowanków I. Gimnazjum Polskiego w Częstochowie, walczących w legionach i innych działaniach wojennych w latach 1914–1918
- mogiła zbiorowa wojenna 10 członków ruchu oporu rozstrzelanych 3 marca 1944 w odwet za próbę rozbrojenia niemieckiego sekretarza celnego
- mogiła zbiorowa wojenna 20. członków AL i AK rozstrzelanych 16 grudnia 1943 przez hitlerowców na leśnej polanie w pobliżu wsi Wygoda za sabotaż w hucie „Raków”
- grób członka PPS Eugeniusza Hołubiczki „Kiełbika” oraz tablica ku czci bohaterów PPS poległych w walce o niepodległość Polski i socjalizm
- dwa groby wojenne indywidualne żołnierzy armii podziemnej: Leszka Kazimierza „Maltańskiego” Lapisa i Henryka „Łomiana” Tumiłowicza poległych pod Ciężkowicami 20 października 1943
- mogiła z prochami zamordowanych w Dachau
- mogiła wojenna Stanisława Lubelskiego, szeregowca 2. pułku strzelców granicznych
- symboliczny grób poświęcony pamięci pomordowanych sybiraków i kresowiaków
- grób Zofii Idzikowskiej, dyrektorki I LO im. Juliusza Słowackiego, która w okresie II wojny światowej prowadziła tajne nauczanie młodzieży
- grób Mieczysława Bolesława Hoffmana, twórcy „Ogrodów Hoffmana” i radnego Częstochowy
- grób Janusza Gniatkowskiego, piosenkarza
- grób Janusza Kochanowskiego, prawnika

### Kwatera wojenna żołnierzy Armii Czerwonej
- grób Władimira Suszczinskiego, operatora filmowego, który kręcił w czasie walk o Częstochowę w 1945 roku
- grób Wasilija Nowikowa, Bohatera Związku Radzieckiego
- grób Semiona Kiwy, ojca Dmytro Kiwy, konstruktora lotniczego, Bohatera Ukrainy

Jesienią 2005 ukazała się książka Cmentarz Kule w Częstochowie. Przewodnik biograficzny autorstwa Juliusza Sętowskiego.

## Galeria

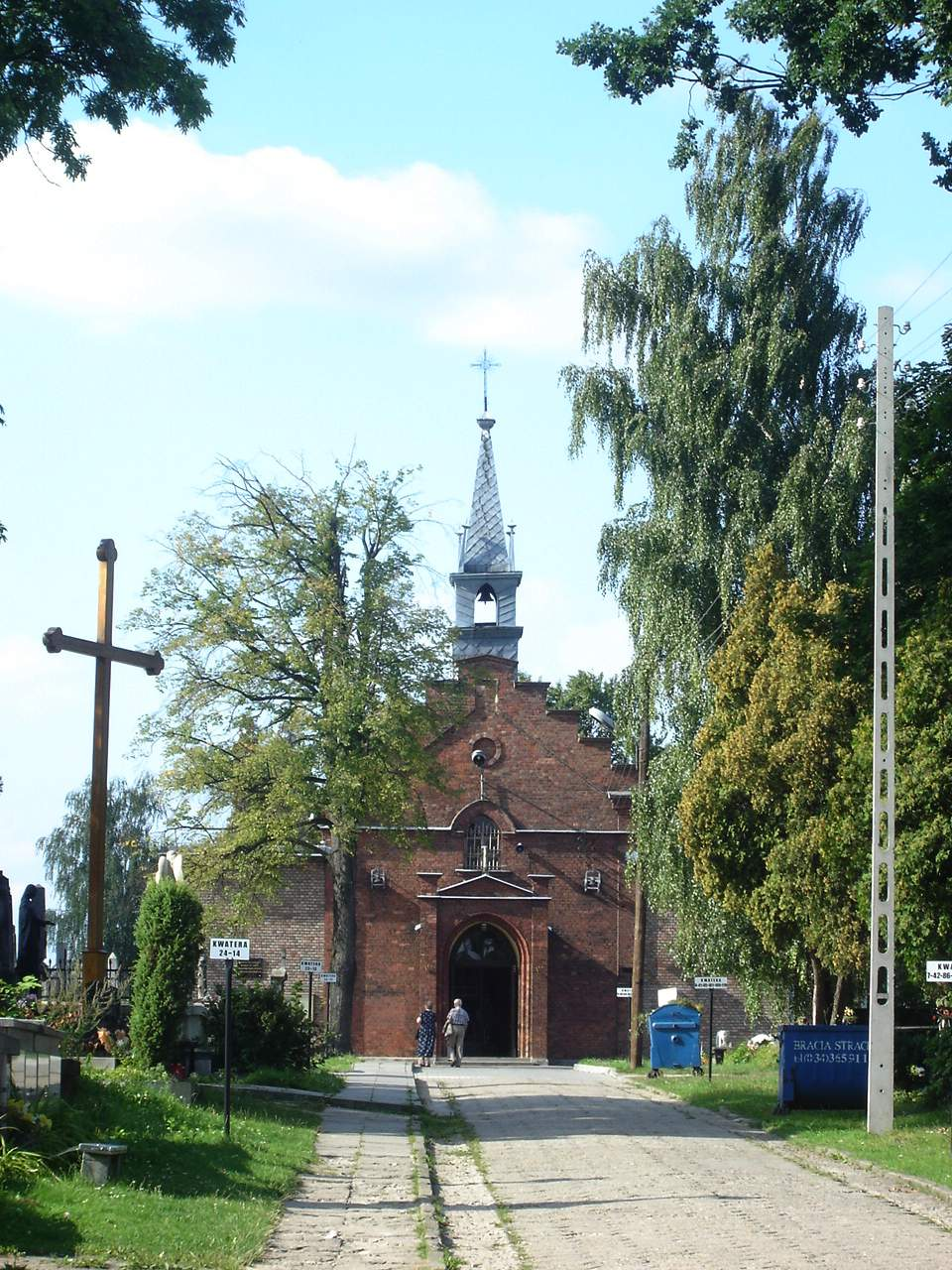
Kościół pw. Przemienienia Pańskiego w Tajemnicy Emaus
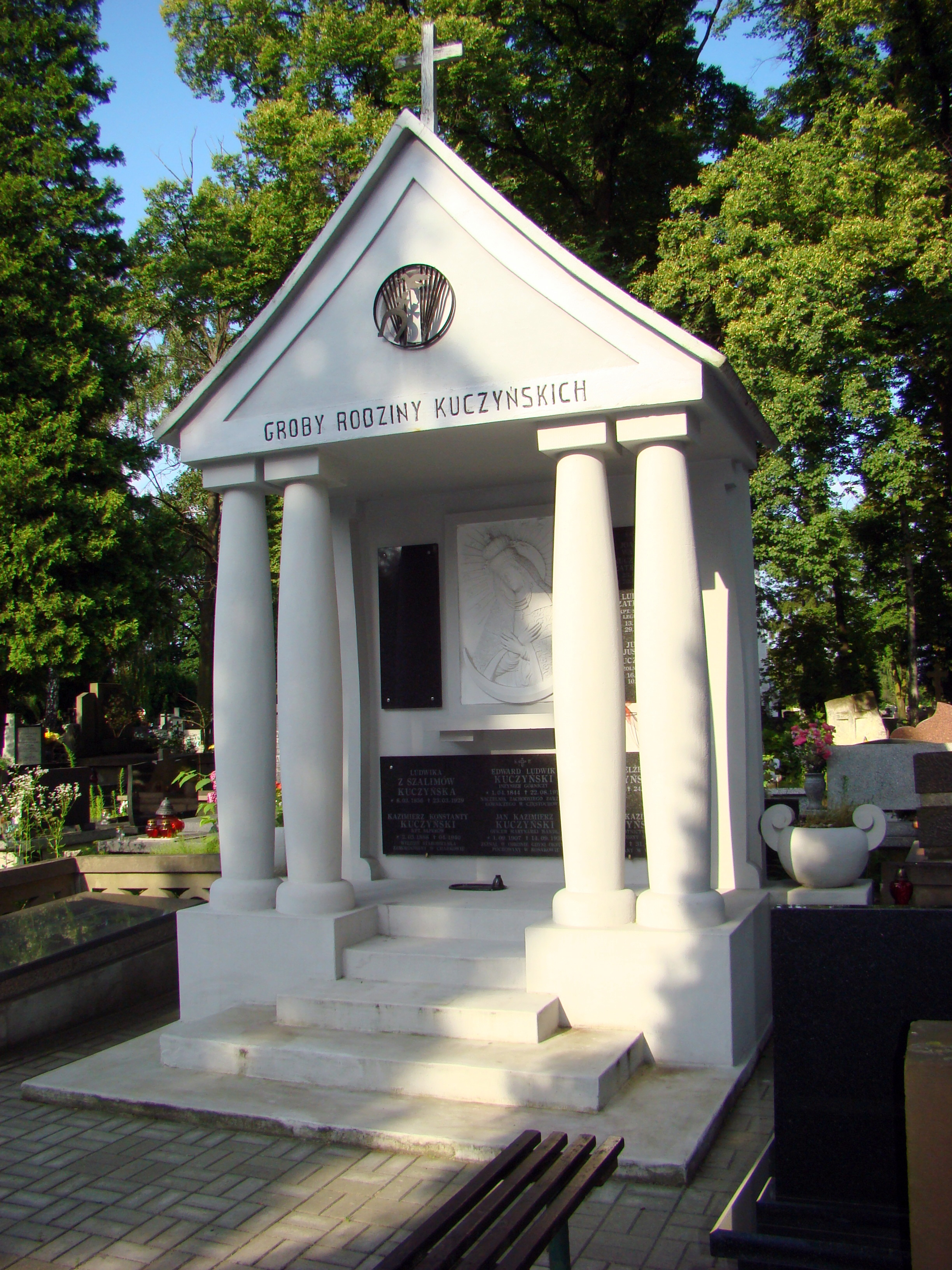
Groby rodziny Kuczyńskich
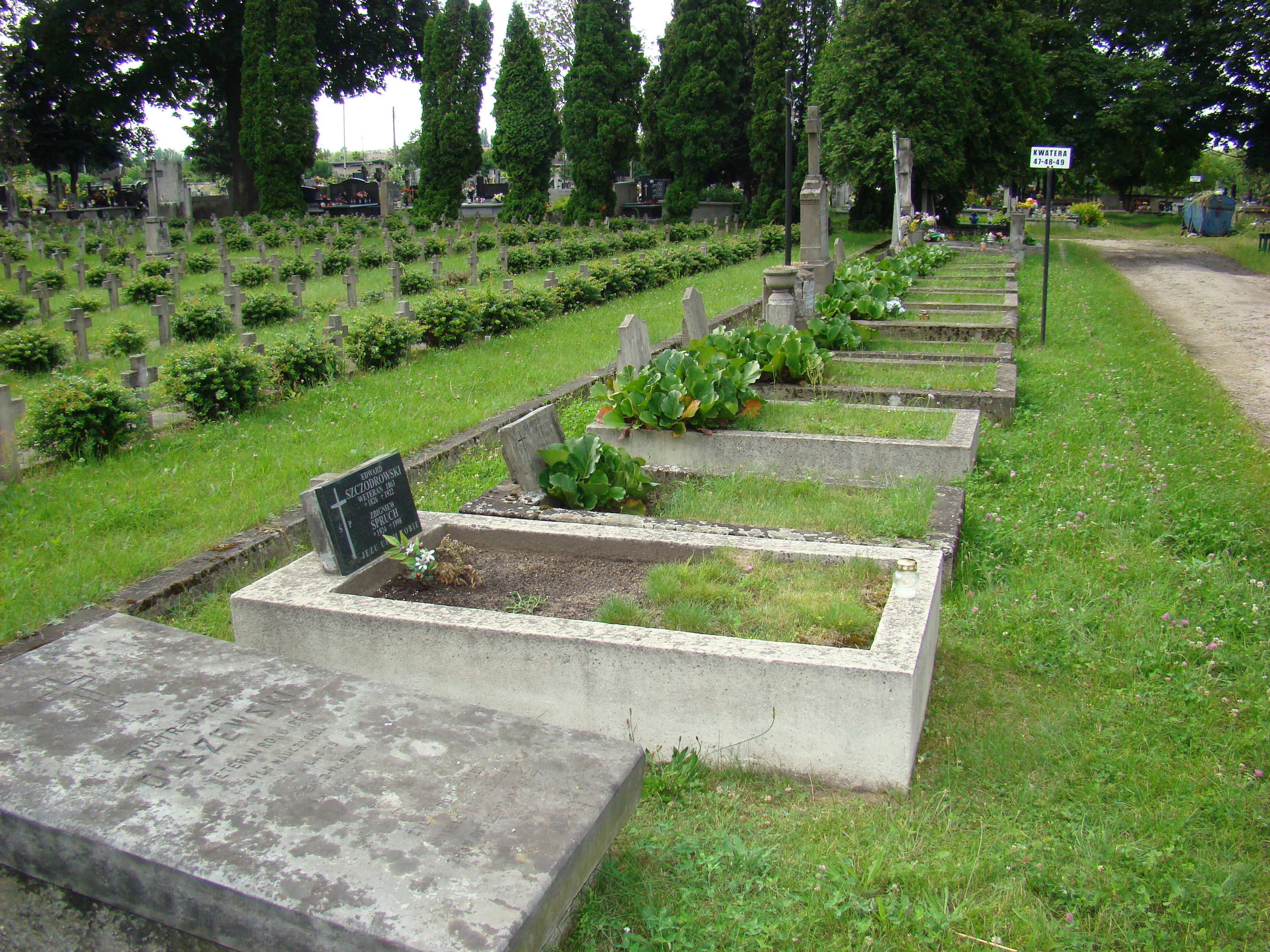
Groby powstańców styczniowych oraz polskich żołnierzy poległych w I wojnie światowej
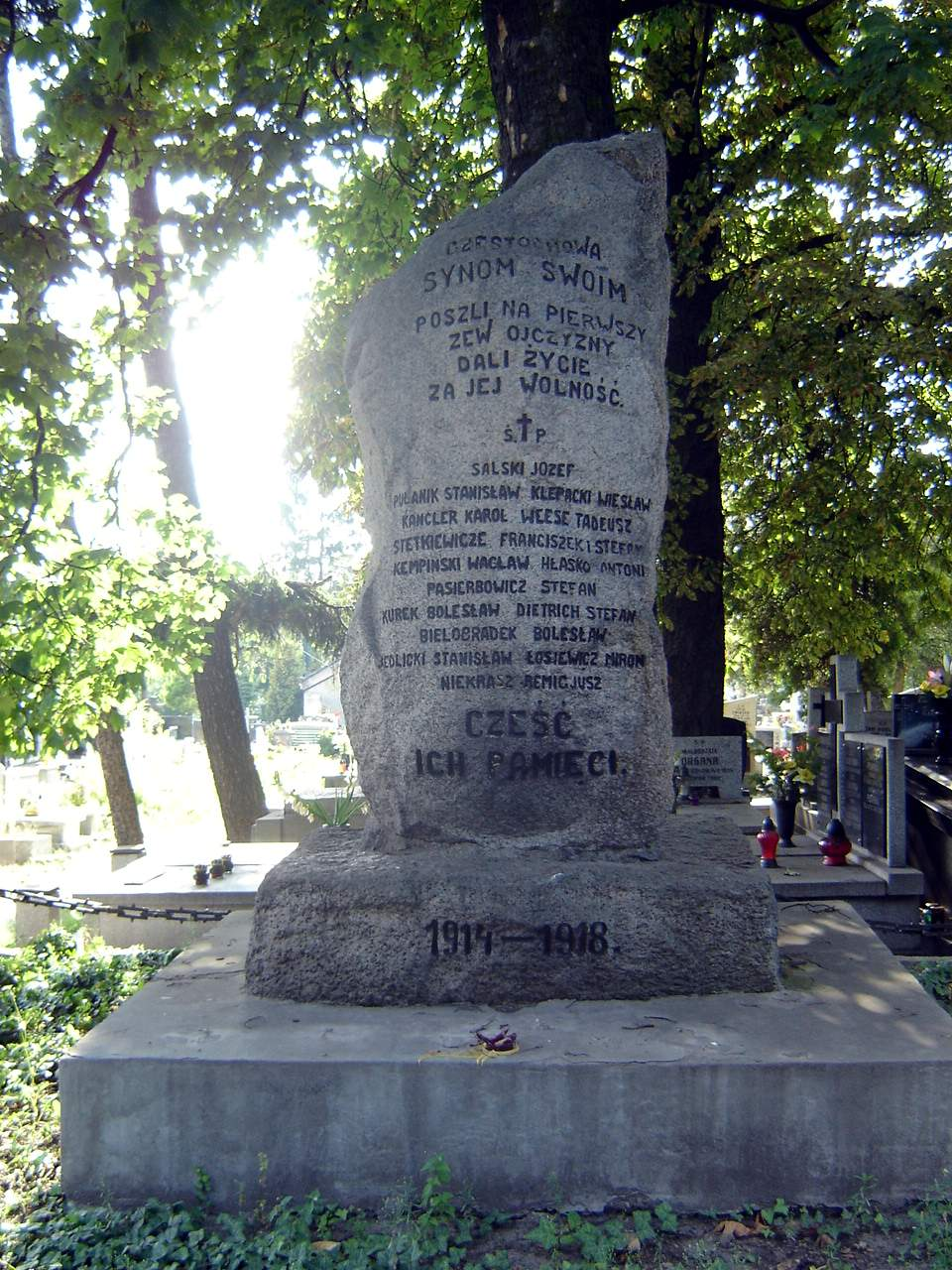
Głaz kamienny ku czci częstochowskich gimnazjalistów poległych podczas I wojny światowej
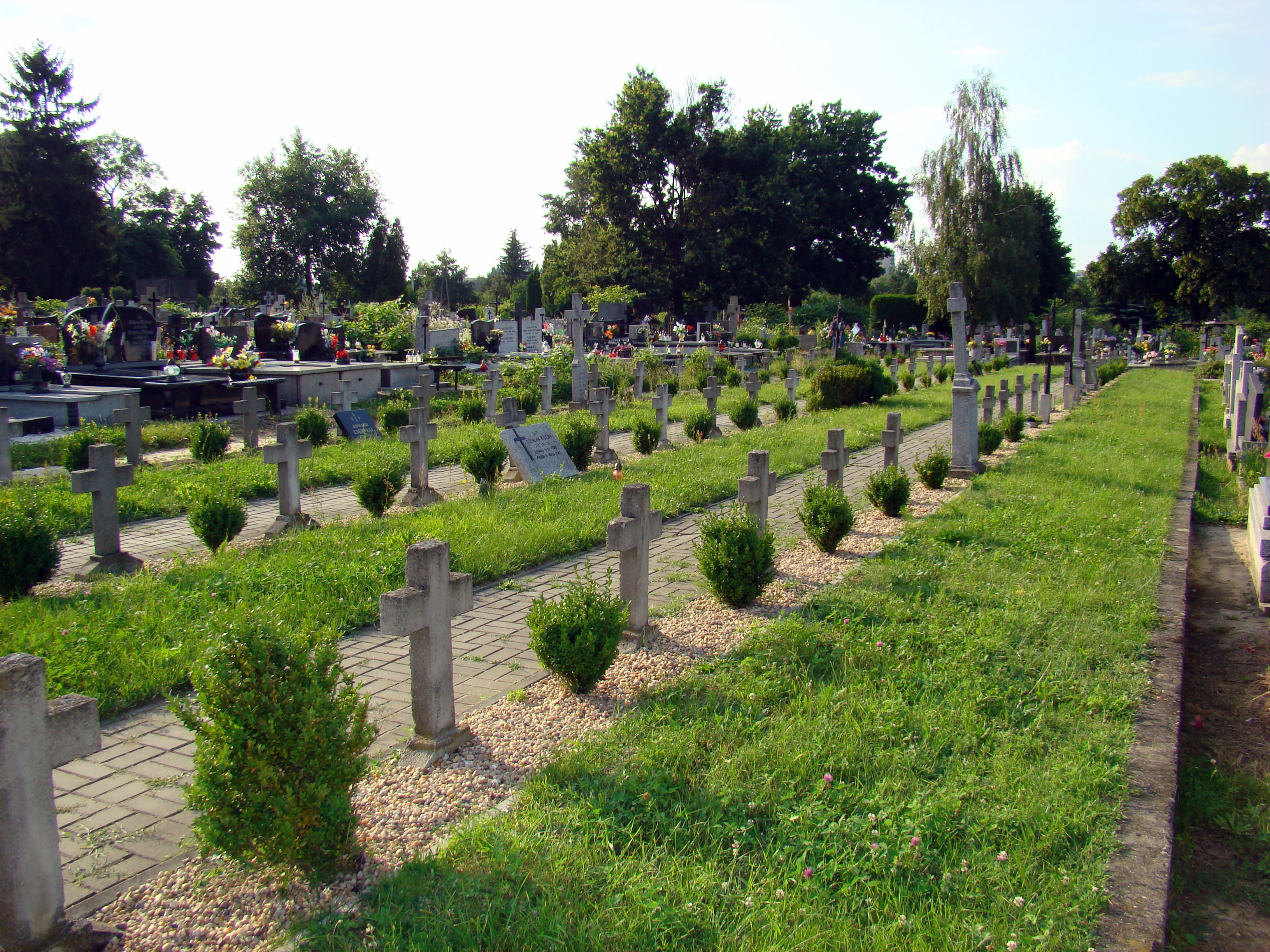
Kwatera ofiar terroru hitlerowskiego w pierwszych dniach września 1939
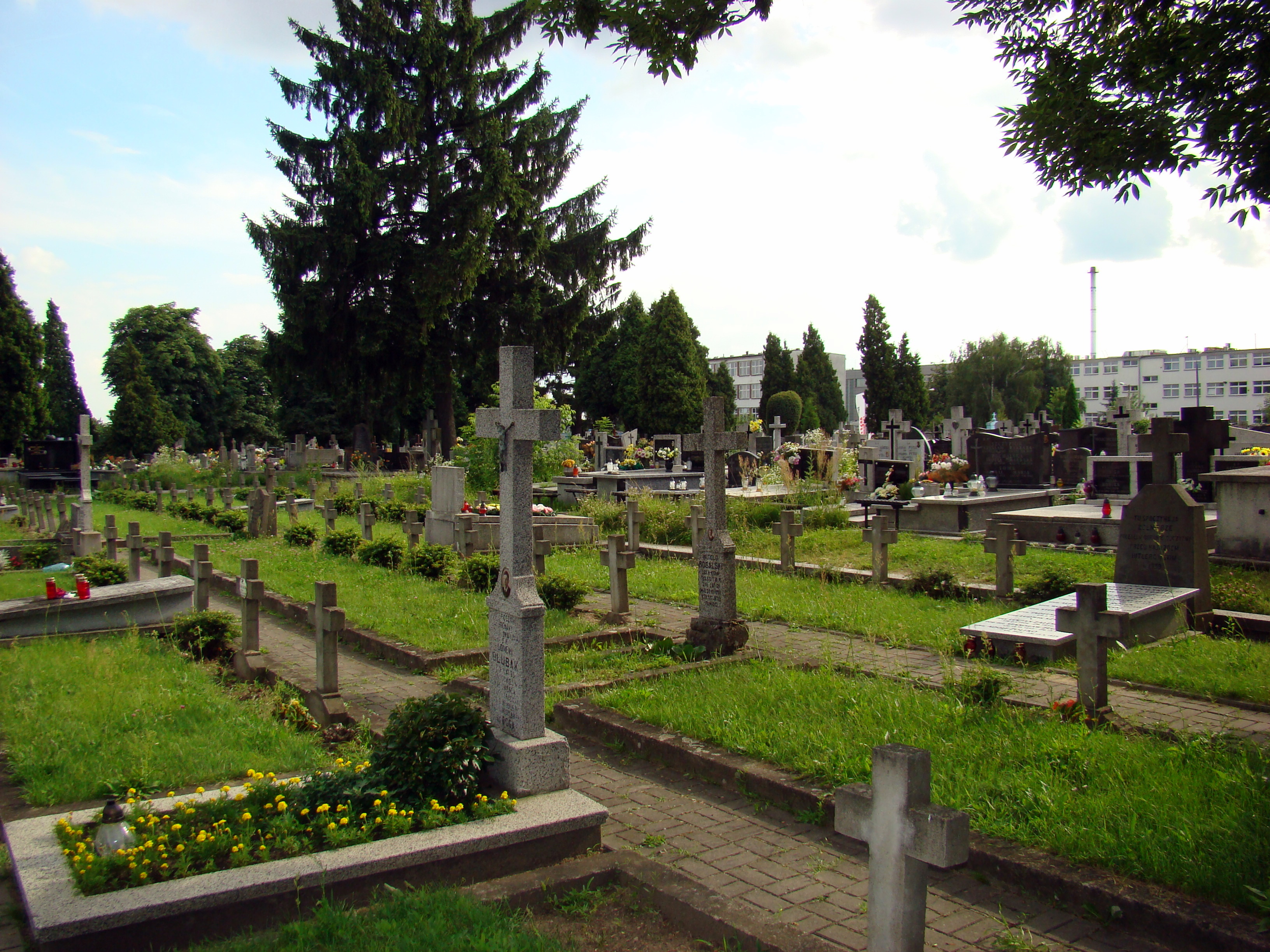
Groby żołnierzy polskich poległych we wrześniu 1939 roku
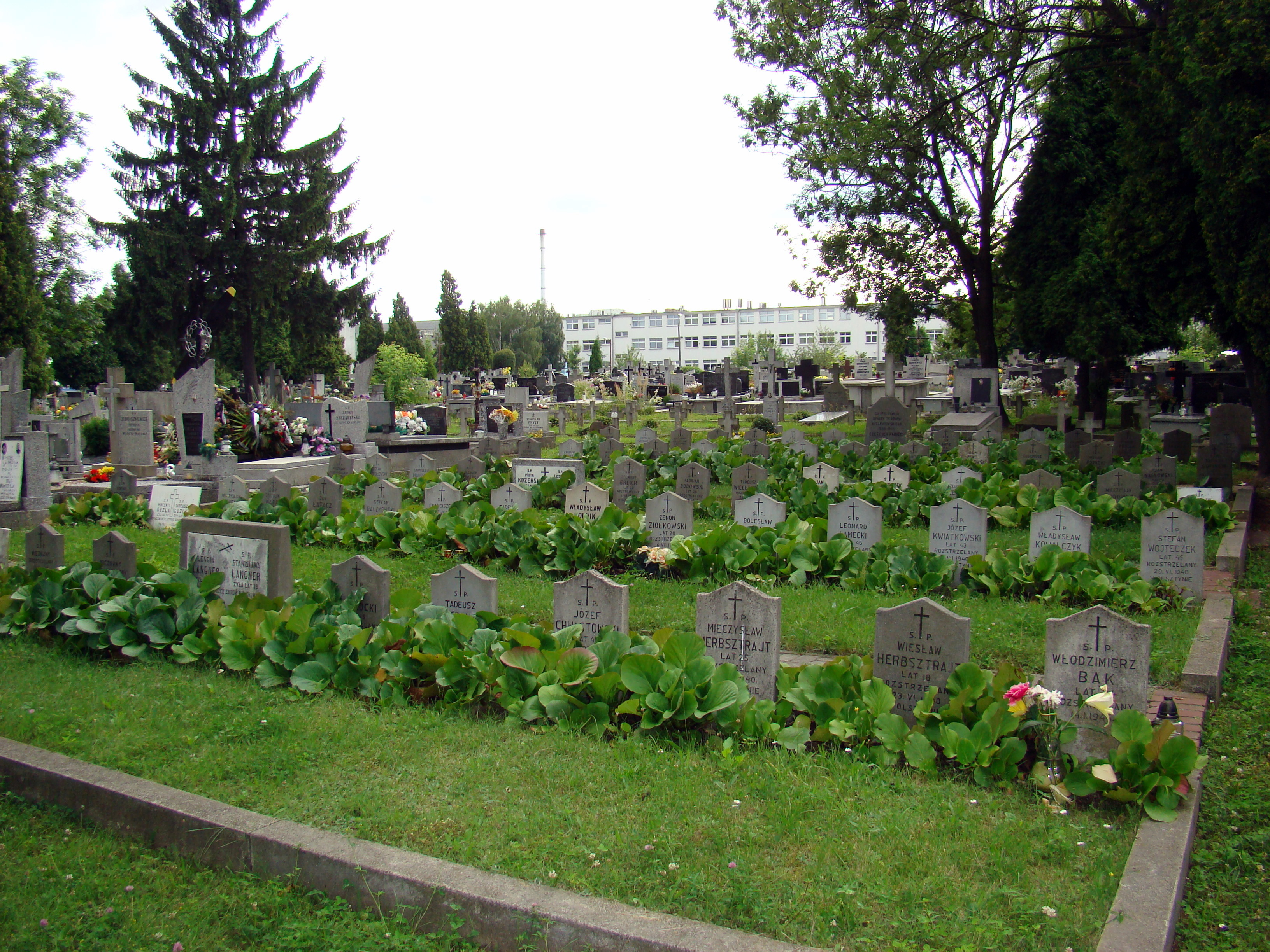
Groby rozstrzelanych przez Niemców w latach 1939-1944 między innymi w Olsztynie
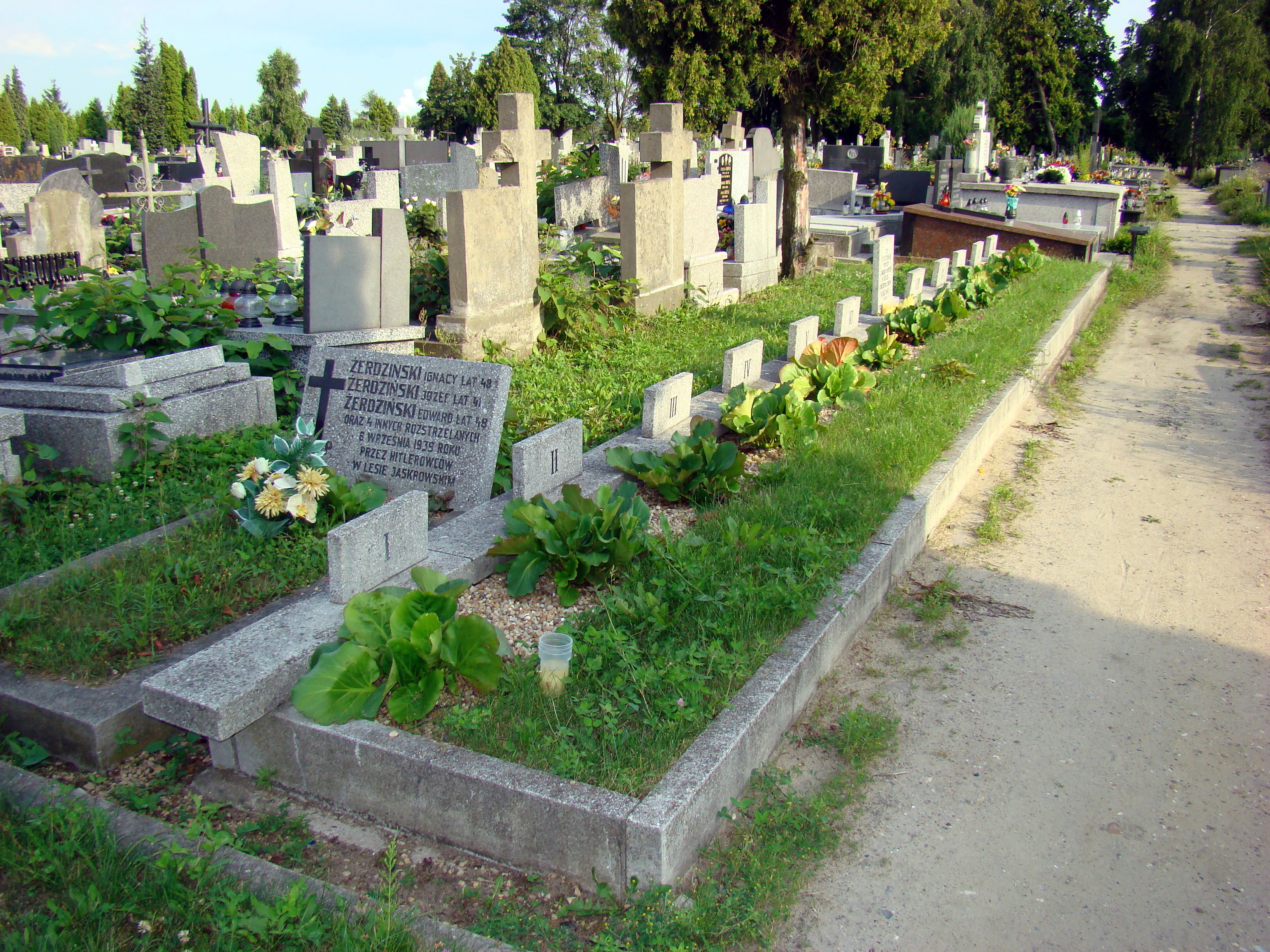
Groby 11 osób zamordowanych w obozie koncentracyjnym w Dachau w 1940 roku oraz 7 osób zamordowanych w lesie jaskrowskim 6 września 1939 roku
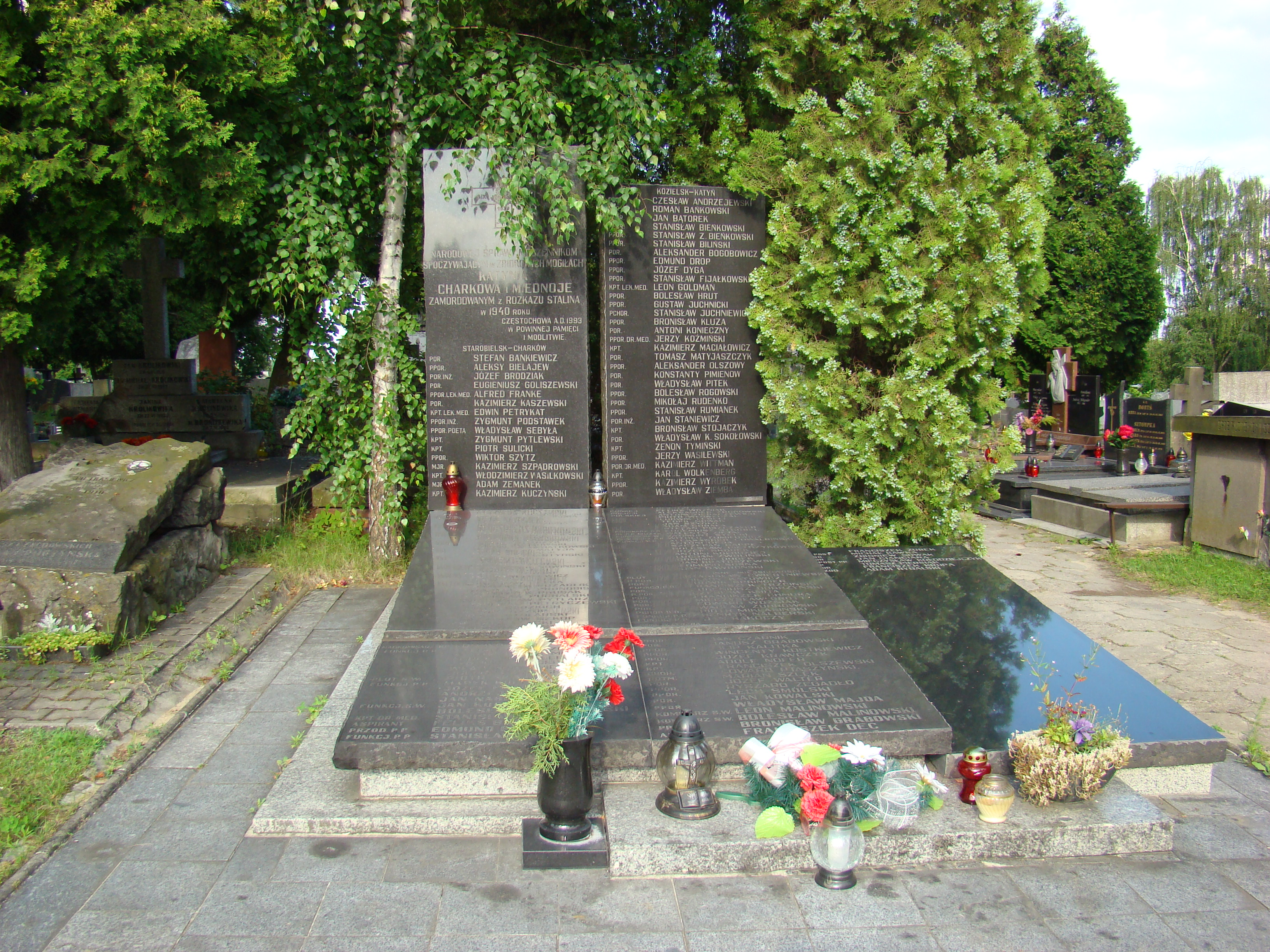
Symboliczny grób zamordowanych w Katyniu, Charkowie i Miednoje
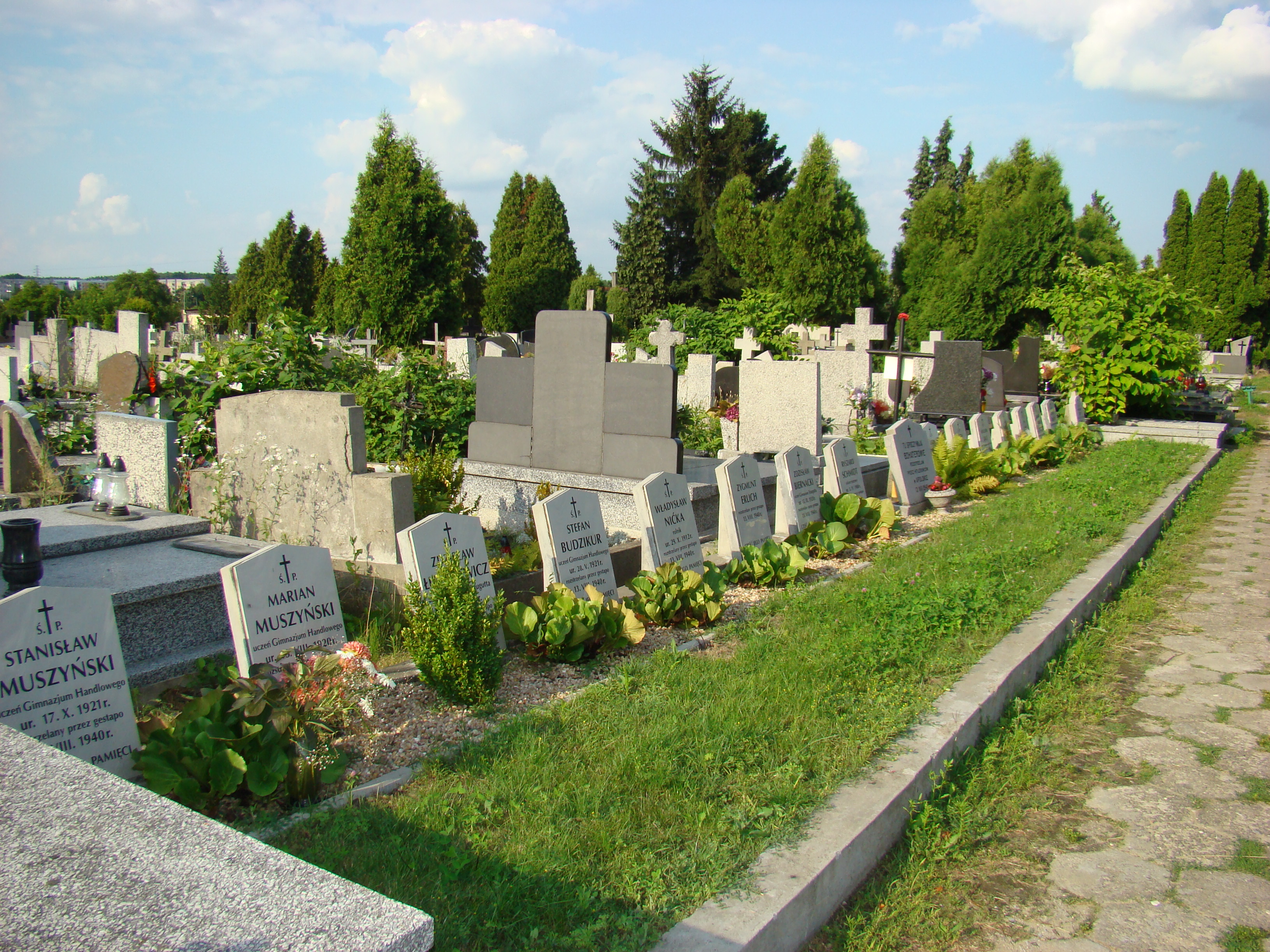
Mogiła 16 osób rozstrzelanych przez Gestapo w Apolonce 16 VIII 1940 roku
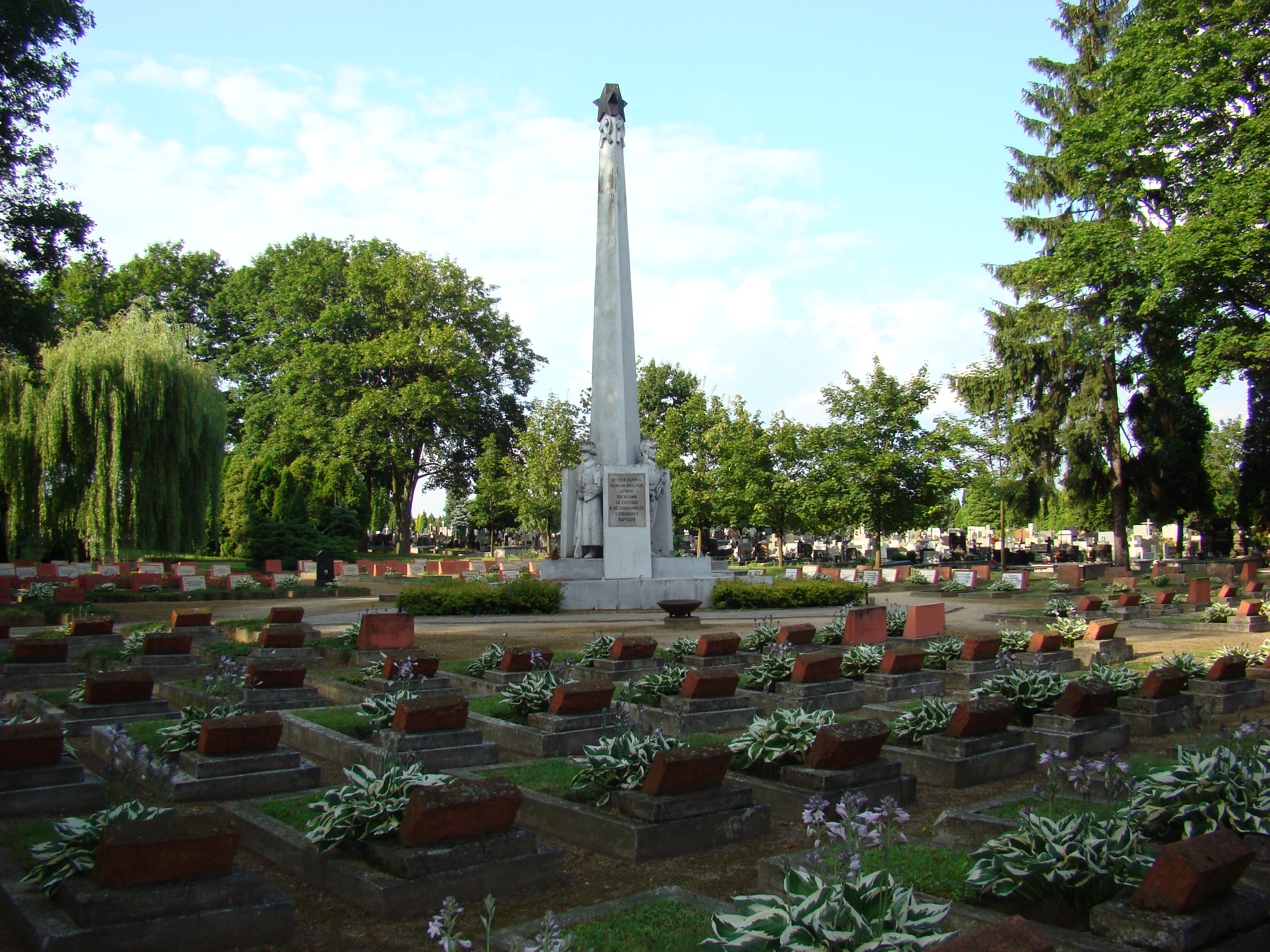
Pomnik i kwatera wojenna żołnierzy Armii Czerwonej
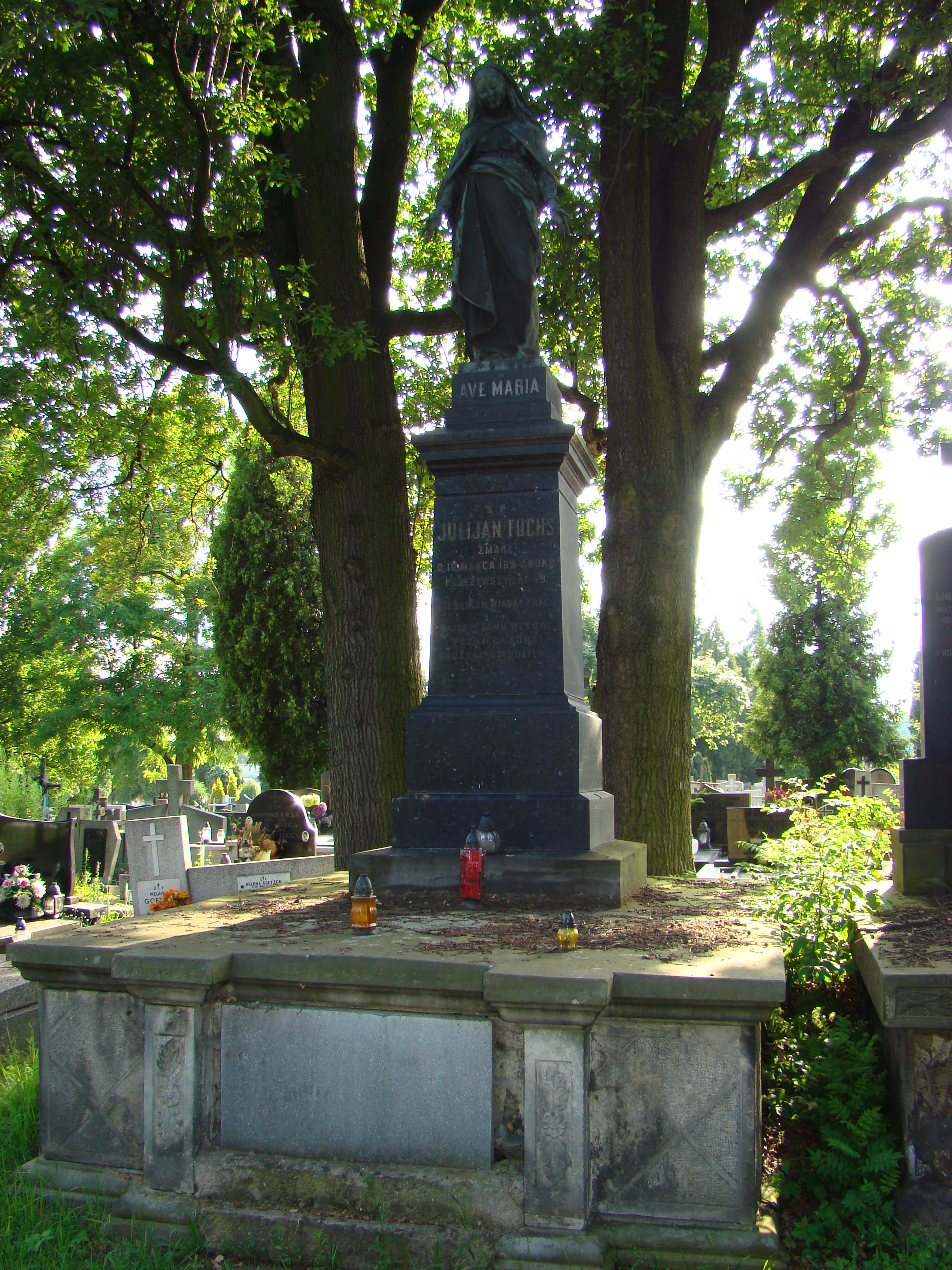
Grób przemysłowca, kupca i działacza społecznego Juliana Fuchsa
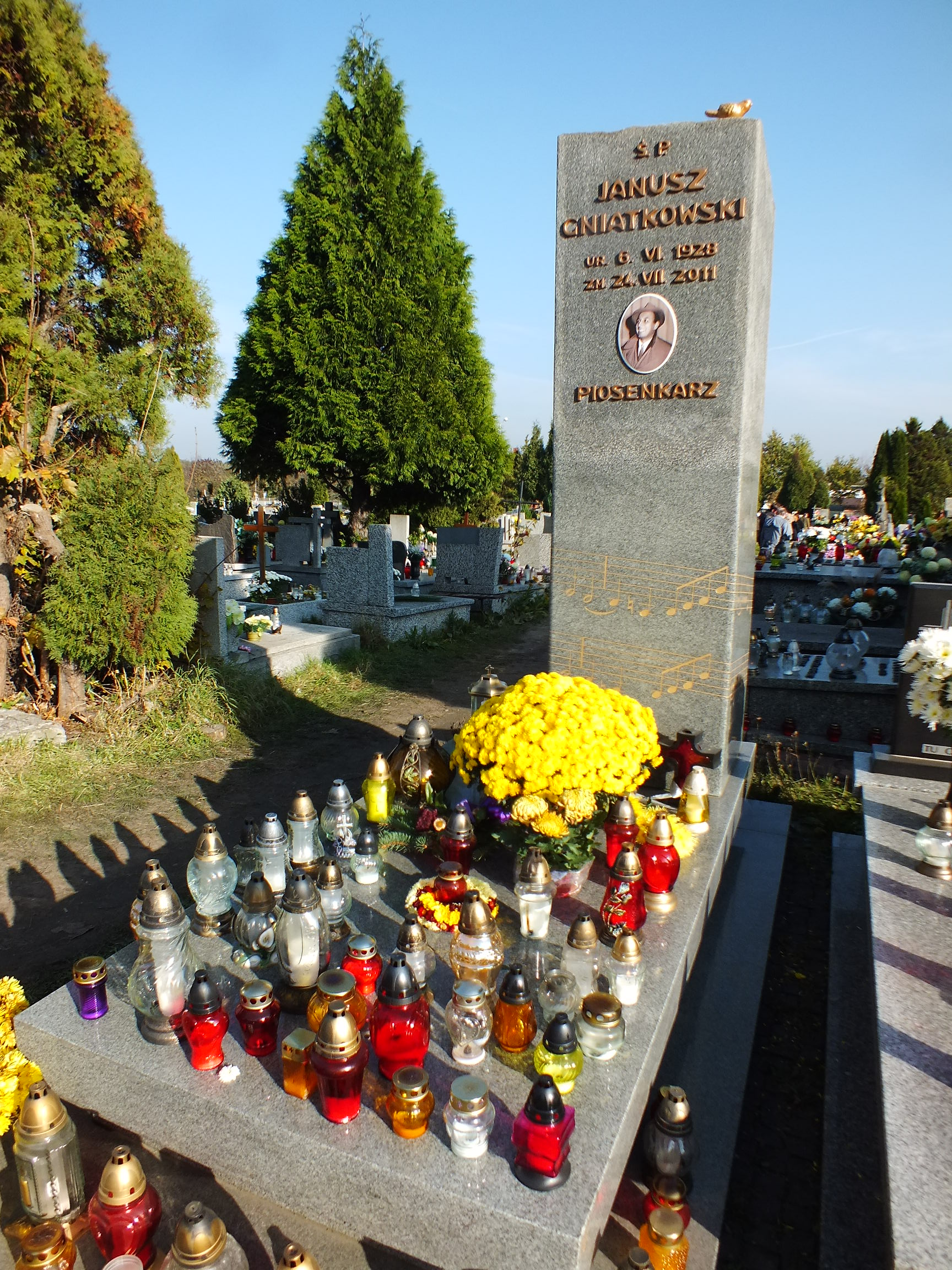
Grób piosenkarza Janusza Gniatkowskiego
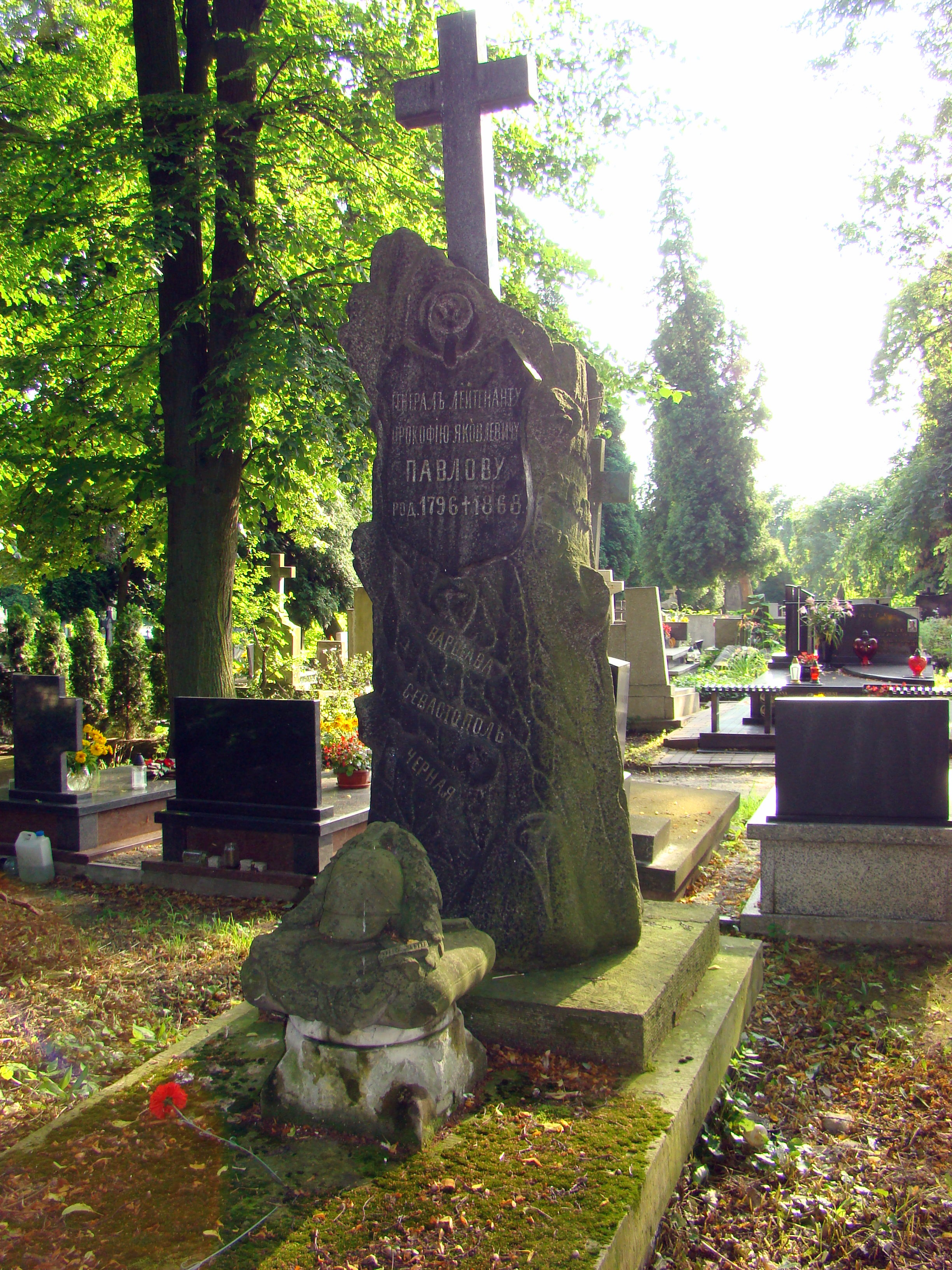
Grób gen. Pawłowa w kwaterze prawosławnej